# Rheomys thomasi
Rheomys thomasi és una espècie de mamífer rosegador de la família dels cricètids. Viu a altituds d'entre 400 i 2.700 msnm a Guatemala, Hondures, Mèxic i El Salvador. El seu hàbitat natural són els rierols que transcorren pels boscos. S'alimenta de peixos i artròpodes. Està amenaçat per la contaminació de l'aigua i els esllavissaments.
L'espècie fou anomenada en honor de l'eminent mastòleg britànic Oldfield Thomas.